# اللغة الألمانية العليا القديمة

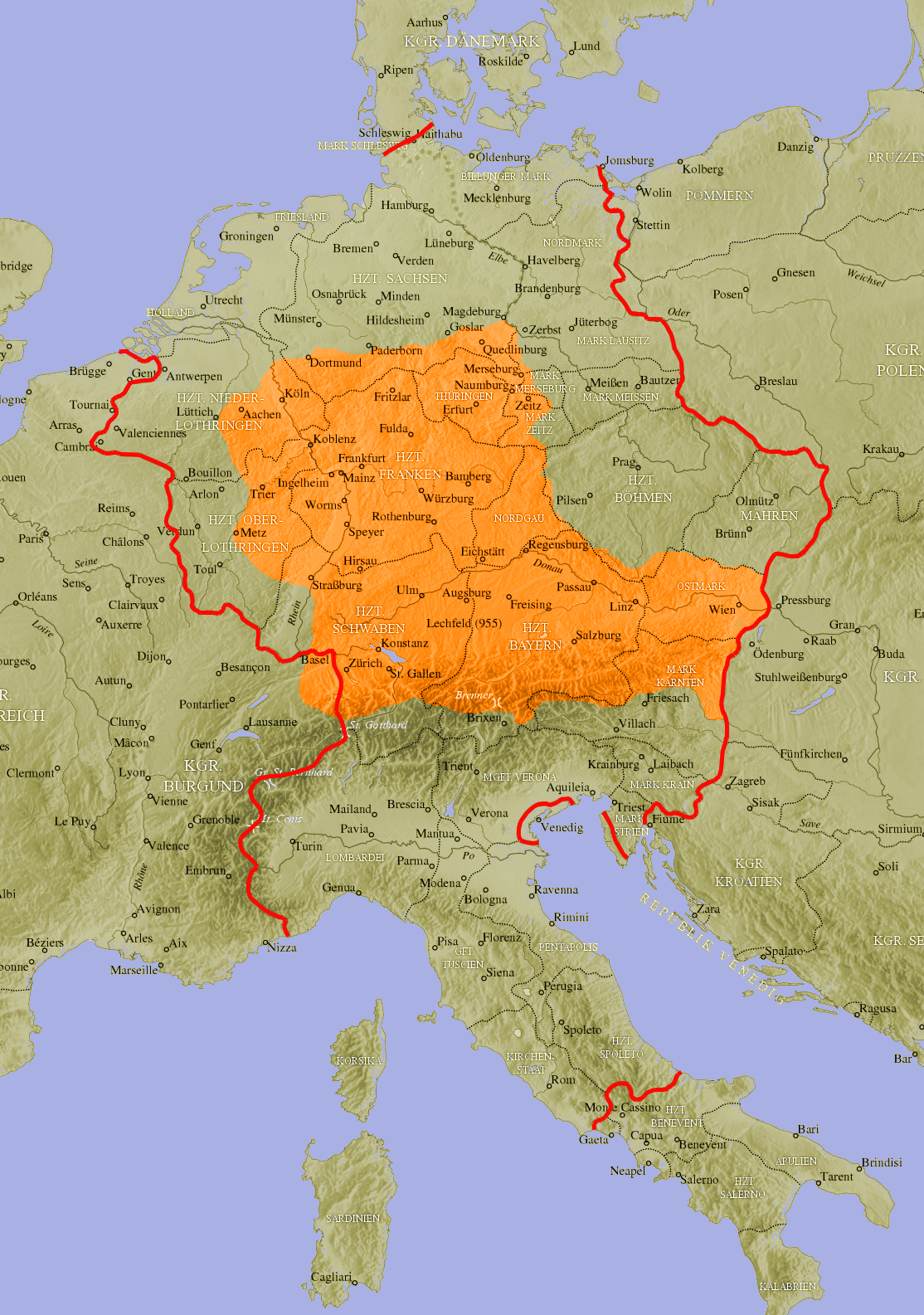
المنطقة الناطقة باللغة الألمانية في الإمبراطورية الرومانية المقدسة نحو 950..

اللغة الألمانية العليا القديمة (بالألمانية العليا القديمة: Althochdeutsch) هي أولى مراحل تطور اللغة الألمانية، وعادةً ما تُشير إلى الفترة الممتدة بين الأعوام 750 ميلادية و1050 ميلادية. لم يكن ثمة شكل قياسي فوق إقليميّ للغة ألمانية في هذه الفترة، وهكذا فإن مصطلح اللغة الألمانية العليا القديمة هو مصطلحٌ فضفاض يضمّ تحته مجموعة اللغات الجرمانية الغربية القاريّة التي مرّت بعدة تغيّرات لفظيّة يُطلق عليها تسمية تبدل الأحرف الساكنة في اللغة الألمانية العليا.
في بداية هذه الفترة، كانت كل منطقة لهجويّة تقع في ممالك قبائل مستقلة، ولكن بحلول العام 788 ميلادية ضمّ توسُّع الإمبراطورية الكارلونجية جميع هذه المناطق اللهجوية في كيان واحد. شهدت هذه الفترة كذلك نموّ حدّ لغوي يفصل باضطراد بين اللغتين الفرنسية والألمانية.
يظهر من جميع النصوص المتبقية والمكتوبة باللغة الألمانية العليا القديمة أنها نصوصٌ منسوخة في الأديرة، ونتيجة لذلك، فإن الغالبية العظمى من هذه النصوص تتخذ طابعًا دينيّاً؛ بعض هذه النصوص حتى إن كانت لا دينيّة، تندرج تحت الثقافة الأدبية اللاتينية للديانة المسيحية. يُذكر أنّ أقدم تاريخ للنصوص المكتوبة باللغة الألمانية العليا القديمة، وهي الحواشي والترجمات بين السطور من النصوص اللاتينية، يعود إلى النصف الثاني من القرن الثامن. تركت الكنيسة أعظم الآثار في إنتاج النصوص والنشاط التبشيري الواسع في تلك الفترة على مفردات اللغة الألمانية العليا القديمة، يتمثل ذلك في وجود العديد من الألفاظ الدخيلة، والألفاظ المنحوتة للتعبير عن المفردات اللاتينية الخاصة بالكنيسة.
تحافظ اللغة الألمانية العليا القديمة بشكل كبير على نظامها التركيبيّ التصريفيّ اللغوي الذي ورثته عن اللغة الجرمانية، لكن نهاية هذه الفترة شهدت تبدلًا في الأصوات سبّب اضطرابَا في أنماط التصريف، وهو ما أدى إلى صياغة الطبيعة التحليلية لقواعد اللغة الألمانية العليا الوسيطة. من ناحية التراكيب، كان أكبر التغيرات دلالةً هو تطوّر الأزمنة المطوّلة للتعبير عن المستقبل وصيغة المبني للمجهول.

## التقسيم الزمني
يُؤرّخ للغة الألمانية العليا القديمة، وفقًا لتقسيم فيلهيلم شيرير، منذ حوالي العام 750 ميلادية إلى ما يُقارب العام 1050. شهدت بداية هذه الفترة مولد التراث المكتوب باللغة الألمانية العليا القديمة، في البداية مقتصرًا على الحواشي، ليتسّع فيما بعد بحلول القرن التاسع ليتمثل في العديد من الترجمات الشاملة والكتابات الأصلية. على كل حال، يؤرخ البعض لبداية فترة اللغة الألمانية العليا القديمة بالقرن السادس الميلادي، وذلك لأن السمة الأساسية المميّزة لها، وهي تبدّل الأحرف الساكنة، كانت قد بدأت على الأغلب في القرن السادس الميلادي، واكتملت بحلول العام 750. من جهة أخرى، فالمصطلحات مثل «ما قبل اللغة الألمانية العليا القديمة» أو «ما قبل اللغة الألمانية العليا الأدبية» تُستخدم أحياناً للإشارة إلى الفترة التي سبقت العام 750 ميلادية. بغضّ النظر عن الاصطلاحات، فثمة إجماع على التفريق بين الفترة التي سبقت استخدام لغة الأدب وبداية التراث المتواصل للنصوص المكتوبة حول منتصف القرن الثامن.
ثمة اختلاف شبيهٌ أيضًا يتعلق بموقع اللغة اللومباردية. اللغة اللومباردية هي لغة جرمانية غربية مندثرة ضمن عائلة لغات إيلبه الجرمانية، وهذا ما يجعلها لغة جرمانية عليا، وتظهر فيها آثار مبكّرة لتبدّل الأحرف الساكنة. لهذا السبب، يتعامل بعض الباحثين اللغويين مع اللغة اللومباردية على أنها جزء من اللغة الألمانية العليا القديمة. إلا أن بعض الباحثين يستثنون اللغة اللومباردية في معرض دراستهم للغة الألمانية العليا القديمة، وذلك نظرًا لغياب نصوص مكتوبة باللغة اللومباردية، إذ تقتصر على كلمات منفردة وأسماء في النصوص اللاتينية، وانصراف متحدّثي هذه اللغة عنها بحلول القرن الثامن. يُلاحظ هاديرمانز أن هذا الاستثناء مبنيّ على ظروف الحفظ الخارجية المتعلقة باللغة وليس بصفاتها الداخلية.
يقلّ الخلاف بشأن تاريخ انتهاء هذه الفترة. فالتبدل الصوتي الذي ينعكس في شكل الهجاء خلال القرن الحادي عشر أدّى إلى إعادة صياغة شاملة لكامل نظام تصريف الأسماء والصفات. تُوجد فترة «شُحّ في مسيرة النصوص المكتوبة» دامت لمئة عامٍ بعد وفاة نوتكر لابيو في العام 1022. ثمة قبول مُتفق عليه بتحديد منتصف القرن الحادي عشر كزمن الانتقال إلى الألمانية العُليا الوسيطة.

## مناطق الانتشار
خلال عصر الهجرات، استقرت القبائل الناطقة باللغة الجرمانية العليا في المنطقة التي أصبحت تُعرف فيما بعد باسم «ألمانيا»، ودوقية بافاريا، ومملكة اللومبارديين. في نفس الوقت، استقرت القبائل الناطقة باللغة الفرانكوية في المنطقة الواقعة بين نهرين قبل عبور نهر الراين لإخضاع شمال بلاد الغال، حيث أسسوا تحت إمرة الميروفنجيين مملكة فرانكية، أو إمبراطورية الفرنجة، التي توسّعت فيما بعد جنوباً لتصل إلى نهر لوار.
تشمل اللغة الألمانية العليا القديمة لهجات هذه المجموعات والتي مرّت بتبدل الأحرف الساكنة خلال القرن السادس: جميع اللهجات الجرمانية الإلبية ومُعظم لهجات الفيسر-راين الجرمانية. بدأ الإفرنجة في الجزء الغربي لإمبراطورية الفرنجة (نويستريا، وغرب أستراسيا) يتبنّون تدريجيًّا اللغة الغالو-رومانسية بحلول بداية فترة اللغة الألمانية العليا القديمة، حتّى ترسّخ الحدّ اللغوي لاحقًا بشكل تقريبيّ على طول نهر الميز ونهر الموزيل في الشرق، والحدّ الغربي على الأرجح نحو الجنوب قليلًا من الحدود الحالية بين الفرنسية والفلمنكيّة. إلى الشمال من هذا الخط الفاصل، حافظ الفرنجة على لغتهم، ولكنها تأثرت بتبدل الأحرف الساكنة الثاني في اللغة الألمانية العليا القديمة، والذي فصل بالنتيجة بين اللهجة الفرانكونية الدُنيا (التي تنحدر منها اللغة الهولندية) عن اللهجات الفرانكونية الشرقية التي شكّلت جزءًا من اللغة الألمانية العليا القديمة.
لم يتأثر الساكسونيون والفريزيون القاطنون على طول سواحل بحر الشمال بتبدل الأحرف الساكنة في اللغة الألمانية العليا، ومثّلت مجموعة الخطوط الفاصلة بين اللهجات في موقع مشابه لخط بينارت المعاصر، مثّلت الحد الشمالي لتبدل الأحرف الساكنة، وفصلت لهجة الفرنجة عن اللهجة الساكسونية القديمة.
في الجنوب، حافظ اللومبارديون الذين استقلّوا في شمال إيطاليا، على لهجتهم حتى غزاهم الملك شارلمان في العام 774 ميلادية. بعد هذا، تحوّلت المجموعات الناطقة باللغة الجرمانية، والتي كانت بشكل شبه مؤكّد ناطقة بلغتين، تدريجياً إلى مجموعة ناطقة بلغة رومانسية، وهكذا اندثرت اللغة اللومباردية مع نهاية فترة اللغة الألمانية العليا القديمة.
في بداية هذه الفترة، لم يكن ثمّة لغة جرمانية محكيّة إلى الشرق من خط كيلير-فيورده وصولًا إلى نهريّ إلبه وزاله، وذلك نتيجة لإجلاء السلاف للناطقين باللغة الجرمانية في الجزء الشمالي من هذه المنطقة. لم تُعد هذه المنطقة إلى اللغة الجرمانية حتى التوسع الألماني الشرقي في بداية القرن الثاني، رغم بعض محاولات الغزو والنشاط التبشيري التي قامت بها سلالة أوتونية الساكسونية.
غزا كلوفيس الأول الكيان الألماني في العام 496، وفي آخر عشرين عامًا من القرن الثامن، هزم الملك شارلمان الساكسون، والفريزيين، والبافاريين، واللومبارديين، مُخضِعاً بذلك جميع الشعوب الناطقة باللغة الجرمانية للحكم الفرنجي. صحيح أن هذا أدّى إلى حدوث شيءٍ من التأثير اللغوي الفرنكيّ، لكن اللغة المستخدمة في الإدارة والكنيسة كانت اللغة اللاتينية، ولم ينتج عن هذا التوحيد نشوء أيّ لغة قياسية فوق إقليمية، فرنكيّة كانت أم ألمانية عليا قديمة؛ بل حافظت كلّ لهجة على هويّتها الخاصة.